# AirPort Time Capsule
De AirPort Time Capsule (ook wel bekend als alleen Time Capsule) is een draadloos netwerkapparaat van het Amerikaanse elektronicabedrijf Apple. Het apparaat, dat onderdeel is van de AirPort-serie, is een combinatie van een NAS en een router en is speciaal ontworpen voor het maken van back-ups met de Time Machine-software.

## Geschiedenis
De eerste generatie Time Capsule werd aangekondigd op 15 januari 2008 op de Macworld Conference & Expo en werd uitgebracht op 29 februari 2008. Een 500 GB-versie was beschikbaar voor 299 euro en voor een 1 TB-versie moesten consumenten 499 euro neerleggen. De eerste generatie van de Time Capsule was gebaseerd op een AirPort Extreme met 802.11n draadloos internet, één WAN-poort, drie LAN-poorten en één USB-poort. De USB-poort kon worden gebruikt om een externe harde schijf of printer op het netwerk aan te sluiten.
In begin 2009 werd de tweede generatie Time Capsule uitgebracht, welke ondersteuning bracht voor dual-band 802.11n. Dit zorgt ervoor dat oude apparaten gebruik konden maken van langzame draadloze snelheden, zonder dat dit invloed had op de snelheid van 802.11n. Ook kunnen consumenten nu een gastnetwerk aanmaken, een speciale draadloze internetverbinding zonder toegang tot andere computers. De capaciteit van de harde schijf werd verdubbeld, men heeft nu keuze uit een 1 of 2 TB-model.
Verschillende media brachten in oktober 2009 naar buiten dat Time Capsules van de eerste generatie niet meer werkten na 18 maanden. Volgens sommige gebruikers lag dit aan een ontwerpfout in de stroomvoorziening. Apple bevestigde dat Time Capsules die verkocht waren van februari 2008 tot juni 2008 niet meer konden opstarten of spontaan uitvielen. Om die reden werd er gratis reparatie of vervanging aangeboden.
De derde generatie Time Capsule werd uitgebracht in oktober 2009. Het enige verschil met de vorige generatie was een aanpassing in de interne draadloze antenne.
In juni 2011 kwam de vierde generatie van de Time Capsule uit met verbeterd bereik, de interne chip voor Wi-Fi van Marvell werd vervangen door de Broadcom BCM4331. Ook de capaciteit van de harde schijf werd weer vergroot, consumenten kunnen kiezen uit 2 of 3 TB.
De vijfde en meest recente generatie werd uitgebracht in juni 2013. De naam werd veranderd van Time Capsule naar AirPort Time Capsule. Ondersteuning voor 802.11ac werd toegevoegd. De prijs van het 3 TB-model werd verlaagd naar 399 euro.
In april 2018 bevestigde Apple dat het stopt met de productie van alle AirPort-routers.

## Specificaties
| Model          | Eerste generatie                                         | Tweede generatie (eerste revisie)                        | Tweede generatie (tweede revisie)                        | Derde generatie                                          | Vierde generatie                                 | Vijfde generatie                                            |
| -------------- | -------------------------------------------------------- | -------------------------------------------------------- | -------------------------------------------------------- | -------------------------------------------------------- | ------------------------------------------------ | ----------------------------------------------------------- |
| Uitgebracht op | 29 februari 2008                                         | 3 maart 2009                                             | 30 juli 2009                                             | 20 oktober 2009                                          | 21 juni 2011                                     | 10 juni 2013                                                |
| Modelnummer    | A1254                                                    | A1302                                                    | A1302                                                    | A1355                                                    | A1409                                            | A1470                                                       |
| Harde schijf   | 500 GB of 1 TB                                           | 500 GB of 1 TB                                           | 1 of 2 TB                                                | 1 of 2 TB                                                | 2 of 3 TB                                        | 2 of 3 TB                                                   |
| Gastnetwerk    | Nee                                                      | Ja                                                       | Ja                                                       | Ja                                                       | Ja                                               | Ja                                                          |
| Frequenties    | 1                                                        | 2                                                        | 2                                                        | 2                                                        | 2                                                | 2                                                           |
| Interne Wi-Fi  | Marvell                                                  | Atheros AR9220/AR9223                                    | Atheros AR9220/AR9223                                    | Marvell                                                  | Broadcom BCM4331                                 | Broadcom BCM4360                                            |
| Standaarden    | 802.11 DSSS 1 & 2 Mbit/s standard, 802.11a/b/g/n (draft) | 802.11 DSSS 1 & 2 Mbit/s standard, 802.11a/b/g/n (draft) | 802.11 DSSS 1 & 2 Mbit/s standard, 802.11a/b/g/n (draft) | 802.11 DSSS 1 & 2 Mbit/s standard, 802.11a/b/g/n (draft) | 802.11 DSSS 1 & 2 Mbit/s standard, 802.11a/b/g/n | 802.11 DSSS 1 & 2 Mbit/s standard, 802.11ac (draft)/a/b/g/n |
| Datalinklaag   | Gigabit Ethernet, IEEE 802.11a/b/g/n (draft)             | Gigabit Ethernet, IEEE 802.11a/b/g/n (draft)             | Gigabit Ethernet, IEEE 802.11a/b/g/n (draft)             | Gigabit Ethernet, IEEE 802.11a/b/g/n (draft)             | Gigabit Ethernet, IEEE 802.11a/b/g/n             | Gigabit Ethernet, IEEE 802.11ac (draft)/a/b/g/n             |
| Protocollen    | IPSec, L2TP, PPTP                                        | IPSec, L2TP, PPPoE, PPTP                                 | IPSec, L2TP, PPPoE, PPTP                                 | Bonjour, DHCP, DNS, IPSec, L2TP, PPPoE, PPTP             | Bonjour, DHCP, DNS, IPSec, L2TP, PPPoE, PPTP     | Bonjour, DHCP, DNS, IPSec, L2TP, PPPoE, PPTP                |